# Marcillé-la-Ville
Marcillé-la-Ville är en kommun i departementet Mayenne i regionen Pays de la Loire i nordvästra Frankrike. Kommunen ligger i kantonen Mayenne-Est som tillhör arrondissementet Mayenne. År 2022 hade Marcillé-la-Ville 750 invånare.

## Befolkningsutveckling
Antalet invånare i kommunen Marcillé-la-Ville
| Referens: INSEE |